# Tuyên Vũ

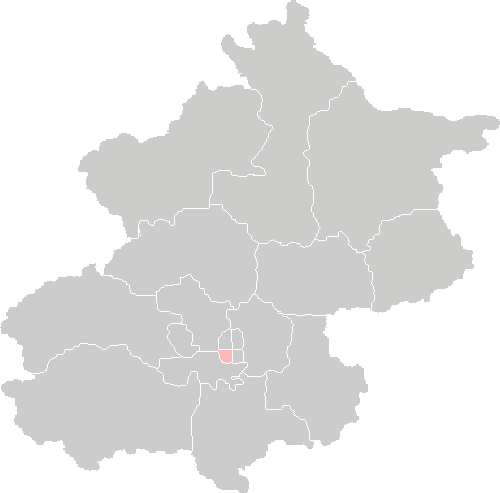

Tuyên Vũ (tiếng Trung: 宣武区, pinyin: Xuānwǔ Qū, Hán Việt: Tuyên Vũ khu là một quận nội thành cũ của thủ đô Bắc Kinh, Trung Quốc. Quận Tuyên Vũ có diện tích 16,5 km², dân số theo điều tra năm 2000 là 526.000 người và mật độ dân số là 31.879 người/km². Đến tháng 7 năm 2010, quận hợp nhất với Tây Thành.